# José Castelló Guasch
José Castelló Guasch (Formentera, 1925) és un patró navilier i home de mar formenterer. Començà a navegar als 17 anys com a marí de l'Armada. Més tard, va començar a treballar amb vaixells de cabotatge a vela i va treballar a la primera empresa naviliera de Formentera. És considerat com un dels primers patrons de les barques que connectaren les illes d'Eivissa i Formentera.
Després de treballar en altres companyies, l'any 1971 és contractat per la Marítima de Formentera, companyia local, actual Mediterránea Pitiusa. Ha estat el patró de vaixells mítics com el Río Mondeo, La Joven Dolores i Illa de Formentera, en el qual es jubilà. Fou el primer patró que, a més de transportar mercaderies entre Eivissa i Formentera, va traslladar passatgers. El 2007 va rebre el Premi Ramon Llull.